# São João das Missões
São João das Missões, amtlich portugiesisch Município de São João das Missões, ist eine brasilianische Gemeinde im Bundesstaat Minas Gerais. Die Einwohner der rund 678,3 km² großen Gemeinde werden Missionenser genannt. Die Einwohnerzahl wurde zum 1. Juli 2021 auf 13.232 Bewohner geschätzt. Die Entfernung zur Hauptstadt des Bundesstaates,  Belo Horizonte, beträgt 687 km.

## Geographie
Umliegende Gemeinden sind Manga, Miravânia, Itacarambi, Matias Cardoso, Januária und Cônego Marinho.
Im südlichen Gemeindegebiet liegen Teile des Nationalparks Cavernas do Peruaçu.

### Vegetation
Das vorherrschende Biom ist brasilianischer Cerrado mit gemischten Caatinga-Bereichen im mittleren Westen.

### Klima
Die Gemeinde hat Steppenklima, Bsh nach der Klimaklassifikation nach Köppen und Geiger. Die Durchschnittstemperatur beträgt 25,3 °C. Die durchschnittliche Niederschlagsmenge liegt bei 784 mm im Jahr.

## Geschichte
Stadtrechte erhielt die Gemeinde am 21. Dezember 1995 durch Ausgliederung des Distrito de Missões aus Itacarambi durch das Lei Estadual nº 12030.
Die Energieversorgung übernahm 2005 die Companhia Energética de Minas Gerais S.A. (CEMIG).

## Kommunalpolitik
Bei der Kommunalwahl 2020 wurde der indigene Kandidat Jair Cavalcante Barbosa (Jair Xakriabá) der Partei Republicanos für die Amtszeit von 2021 bis 2024 zum Stadtpräfekten (Bürgermeister) gewählt.

## Demografie

### Ethnische Zusammensetzung
Ethnische Gruppen nach der statistischen Einteilung des IBGE (Stand 2000 mit 10.743 Einwohnern, Stand 2010 mit 11.715 Einwohnern):
| Gruppe      | Anteil 2000     | Anteil 2010         | Anmerkung                        |
| ----------- | --------------- | ------------------- | -------------------------------- |
| Brancos     | 1.249 (11,93 %) | ▼ 833 (7,11 %) ▼    | Weiße, Nachfahren von Europäern  |
| Pardos      | 4.428 (42,28 %) | ▼ 2.855 (24,37 %) ▼ | Mischrassige, Mulatten, Mestizen |
| Pretos      | 352 (3,36 %)    | ▼ 299 (2,55 %) ▼    | Schwarze                         |
| Amarelos    | –               | ▲ 26 (0,22 %) ▲     | Asiaten                          |
| Indígenas   | 4.211 (40,21 %) | ▲ 7.702 (65,74 %) ▲ | indigene Bevölkerung             |
| ohne Angabe | 233             | –                   |                                  |

## Söhne und Töchter
- Célia Xakriabá (* 1990), indigene Aktivistin der Xakriabá